# Francisco Escudero (compositor)
Francisco Escudero García de Goizueta, también conocido como el Maestro Escudero (Zarauz, 13 de agosto de 1912 - San Sebastián, 7 de junio de 2002) fue un compositor español.

## Biografía

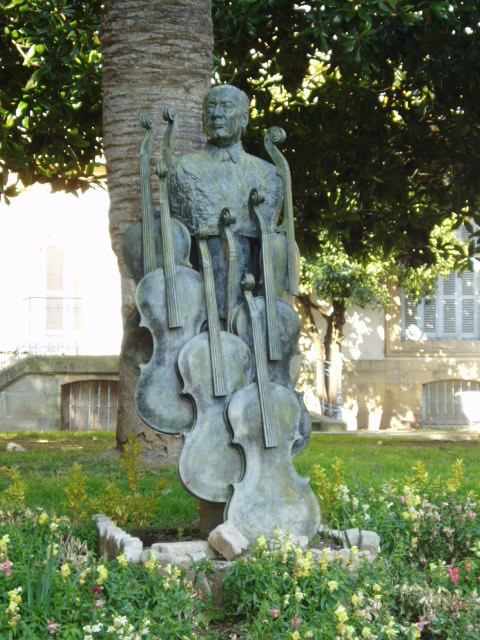
Monumento a Francisco Escudero en Zarauz (Guipúzcoa).

Nació en Zarauz (Guipúzcoa), el 13 de agosto de 1912. Comenzó sus estudios musicales en la Academia Municipal de Música de San Sebastián con Beltrán Pagola, y los continuó en Madrid, donde fue alumno de Composición de Conrado del Campo. Becado por la Diputación de Guipúzcoa y la Real Academia de Bellas Artes de San Fernando, se trasladó a París, para seguir cursos de perfeccionamiento con Paul Dukas y Paul Le Flem, y después en Múnich como alumno de Albert Wolff.
En 1937 obtiene el Premio Nacional de Bellas Artes por su obra Trío bucólico. Durante la guerra civil española se traslada a Francia, regresando a España al final de la misma.
En 1945 se instala en Bilbao, donde es nombrado director de la Coral de Bilbao y organiza la Banda. En 1947 gana el primer Premio del Concurso Homenaje a Falla con su obra Pinceladas vascas, un concierto para piano y orquesta. En 1948 traslada de nuevo su residencia a Zarauz, donde había pasado su infancia, al obtener la Cátedra de Armonía y composición del Conservatorio de Música de San Sebastián, en sustitución de su antiguo profesor Beltrán Pagola. En 1957 obtiene el Premio Nacional de Música, en una época de su actividad como compositor en que está dedicado a los poemas sinfónicos: Arantzazu, Evocación en Itziar. En 1960 crea la Banda Ciudad de San Sebastián. Compone la ópera Zigor, de tema vasco, que se estrena en Bilbao y luego en Madrid y San Sebastián con gran éxito, obteniendo de nuevo un Premio Nacional de Música.
Otras de sus obras más destacadas son: Concierto para violoncello y orquesta, Sinfonía sacra, Tonemas (para piano solo, compuesta por encargo del Ministerio de Cultura con motivo del centenario del nacimiento de Joaquín Turina), Fantasía geosinfónica o la ópera Gernika, encargo de la Sociedad Coral de Bilbao y estrenada en 1987 durante los actos conmemorativos de quincuagésimo aniversario del bombardeo de Guernica.
En los últimos años han estrenado sus obras, entre otras agrupaciones, la Orquesta Sinfónica de Bilbao y la Orquesta Sinfónica de Galicia; la Quincena Musical Donostiarra ha dedicado a este compositor un especial interés, estrenándose obras suyas en las últimas ediciones.
Actualmente la familia del compositor está centrada en la labor de publicar las obras anteriormente no editadas, además de gestionar su legado.
Según la crítica especializada, la obra de Escudero dispone de los suficientes elementos como para ser considerada una de las más valiosas del siglo XX.
Dentro de su labor docente, dirigió el Conservatorio Superior Municipal de Música de San Sebastián. Bajo este período, en 1979, fue cuando al histórico conservatorio donostiarra le fue concedida la capacidad de impartir el Grado Superior de los estudios de música. Discípulos suyos son, entre otros, Javier Jacinto, José Luis Marco, Ramon Lazkano, Ángel Illarramendi, Alberto Iglesias y la mayor parte del profesorado del Conservatorio de San Sebastián así como de otros centros musicales de España.
Falleció el 7 de junio de 2002. A título póstumo y como homenaje, el Ayuntamiento de San Sebastián dio su nombre a un parque de la ciudad. En 2004 el Conservatorio de Música de San Sebastián cambió de nombre, adoptando el de Conservatorio Francisco Escudero.

## Vida personal
Casado con Goyita Eizaguirre en 1951, con quien tuvo tres hijos y una hija: Francisco Mª, que se ha dedicado profesionalmente a la música, Alberto, José Luis y Arantza. La familia, afincada en un primer momento en Zarauz, se asentó en San Sebastián en los años sesenta.

## Obras destacadas
- Pinceladas vascas
- Zigor (ópera)
- Gernika (ópera)
- Eusko Salmoa
- Sinfonía mítica
- Illeta
- Aránzazu (poema sinfónico)
- Evocación en Itziar
- Concierto Vasco para piano y orquesta
- Concierto para violoncello y orquesta
- Sinfonía Sacra
- Fantasía geosinfónica

## Premios y distinciones
- Medalla de la Diputación de Guipúzcoa y de San Sebastián
- Miembro de la Sociedad Bascongada de Amigos del País
- Premio Manuel de Falla
- Medalla de Oro al Mérito en las Bellas Artes
- Medalla de Oro de la Sociedad General de Autores y Editores (1997)